# Robert Jordan
James Oliver Rigney, Jr. (Charleston, Carolina del Sur; 17 de octubre de 1948-ibídem, 16 de septiembre de 2007), más conocido por el seudónimo Robert Jordan, fue un escritor estadounidense, famoso por ser autor de la saga de fantasía La rueda del tiempo.

## Biografía
Jordan se diplomó en física en The Citadel, una universidad militar de Carolina del Sur. Aficionado a la historia, se alistó en el ejército de los Estados Unidos y participó en la guerra del Vietnam antes de dedicarse a escribir. 
El 23 de marzo de 2006, Jordan reveló en un anuncio con tono firme y optimista que le había sido diagnosticada una amiloidosis con cardiomiopatía, y que con el tratamiento, su esperanza de vida media era de cuatro años, a pesar de lo cual estaba decidido a superar esas estadísticas. Posteriormente escribió en su blog Dragonmount animando a sus seguidores a no preocuparse por su salud y declarando que intentaría tener una larga y creativa vida, trabajando por otros treinta años. Comenzó el tratamiento de quimioterapia en la Clínica Mayo, ubicada en Rochester, Minnesota a principios de abril de 2006.
A causa de esta enfermedad falleció en la madrugada del 16 de septiembre de 2007.

### Orígenes de su seudónimo
Se piensa que su seudónimo procede del personaje principal de la novela de Ernest Hemingway Por quién doblan las campanas, pero el propio Robert Jordan aclaró en su blog que escogió sus seudónimos con base en tres listas de nombres usando sus verdaderas iniciales y que hubo un seudónimo que logró contener las tres iniciales tanto en el nombre como en el apellido.

### La rueda del tiempo
En su versión en inglés, La rueda del tiempo es una saga que preveía la publicación de doce libros, de los cuales se habían publicado once en 2006. Cuando Robert Jordan reveló su enfermedad, fue dividida en su edición en castellano en dos tomos a partir del cuarto volumen, El aumento de la sombra, y posteriormente fue dividida por completo en la reedición realizada desde el año 2004. Esto cambió gracias a una nueva política editorial: en la nueva edición en cartoné (o edición «de tapa dura») los volúmenes a partir de La corona de espadas ya no se dividieron, de manera que equivalieron a su original en inglés. Después de la muerte de Robert Jordan, y de que se eligiera a Brandon Sanderson para terminar la obra, se decidió, debido a su volumen, que el que iba a ser el tomo 12 en la edición en inglés se subdividieron en tres libros. De esta forma la colección tuvo un total de veinte tomos en su nueva edición traducida al español y catorce tomos en versión original.

## Obras publicadas

#### La rueda del tiempo
- El ojo del mundo (1990)
- El despertar de los héroes (La gran cacería) (1990)
- El dragón renacido (1991)
- El aumento de la sombra (1992)
- Cielo en llamas (1993)
- El señor del caos (1994)
- La corona de espadas (1996)
- El camino de dagas (1998)
- El corazón del invierno (2000)
- Encrucijada en el crepúsculo (2003)
- Cuchillo de sueños (2005)
- La tormenta (2009) – novela póstuma, terminada por Brandon Sanderson.
- Torres de medianoche (2010) – novela póstuma, terminada por Brandon Sanderson.
- Un recuerdo de luz (2013) – novela póstuma, terminada por Brandon Sanderson.
- Nueva primavera (2004)

### Fallon
Ciclo firmado bajo el seudónimo «Reagan O'Neal».
- The Fallon Legacy (1981)
- The Fallon Pride (1982)
- The Fallon Blood (1995)

### Conan el Bárbaro
Jordan es uno de los muchos escritores que han escrito relatos o novelas de Conan el Bárbaro, personaje creado por Robert E. Howard en 1932.
1. Conan el defensor (1982)
2. Conan el invencible (1982)
3. Conan el triunfante (1983)
4. Conan el invicto (1983)
5. Conan el destructor (1984)
6. Conan el magnífico (1984)
7. Conan el victorioso (1984)
8. Conan: rey de los ladrones (1984)

A pesar de aparecer en su bibliografía, Conan: King of Thieves (Conan: rey de los ladrones), no existe como libro. Era el título original de la segunda película de Conan el Bárbaro. La novelización de dicha película había sido encargada a Robert Jordan y Tor ya le había asignado un ISBN en el momento en que el título fue cambiado a Conan the Destroyer (Conan el destructor).
Ambos libros se presentaron como dos volúmenes diferentes:
- The Conan Chronicles
- Further Chronicles of Conan

### Otras obras
- Cheyenne Raiders (1982, bajo el seudónimo «Jackson O'Reilly»)